# Katarzyna Lisowska
Katarzyna Lisowska – polska biolog, doktor habilitowana.

## Biografia
Absolwentka Wydziału Biologii i Ochrony Środowiska na Uniwersytecie Śląskim w Katowicach. W 1997 uzyskała stopień doktora nauk biologicznych. Została uhonorowana nagrodą im. Włodzimierza Mozołowskiego dla młodych naukowców, a także w 2008 habilitowała się dzięki rozprawie zatytułowanej Profil ekspresji genów w raku jajnika: znaczenie dziedzicznej mutacji genu BRCA1 na tle innych cech molekularnych i klinicznych guza”). W 2010 została członkinią Komisji ds GMO przy Ministerstwie Środowiska). Pełni również funkcję radnej Rady Osiedla Śródmieście w Gliwicach.

## Życie prywatne
Jest mężatką. Ma dwoje dzieci.

## Publikacje
- Z. Krawczyk, K. Lisowska (2000): Regulacja ekspresji genów szoku termicznego hsp70i. Post. Biochem; 46: 24-37.[1]
- Lisowska KM, Olbryt M, Student S, Kujawa KA, Cortez AJ, Simek K, Dansonka-Mieszkowska A, Rzepecka IK, Tudrej P, Kupryjańczyk J. Unsupervised analysis reveals two molecular subgroups of serous ovarian cancer with distinct gene expression profiles and survival. J Cancer Res Clin Oncol. 2016 Mar 30.DOI: 10.1007/s00432-016-2147-y[1]
- Szafron LM, Balcerak A, Grzybowska EA, Pienkowska-Grela B, Podgorska A, Zub R, Olbryt M, Pamula-Pilat J, Lisowska KM, Grzybowska E, Rubel T, Dansonka-Mieszkowska A, Konopka B, Kulesza M, Lukasik M, Kupryjanczyk J. The putative oncogene, CRNDE, is a negative prognostic factor in ovarian cancer patients. Oncotarget. 2015 Nov 4. doi: 10.18632/oncotarget.6016. [Epub ahead of print][1]
- Katarzyna A. Kujawa, Lisowska KM. Ovarian cancer - from biology to clinic. Postepy Hig Med Dosw (Online) 2015 Dec 2;69(0):1275-90.[1]
- Olbryt M, Habryka A, Student S, Jarząb M, Tyszkiewicz T, Lisowska KM. (2014): Global gene expression profiling in three tumor cell lines subjected to experimental cycling and chronic hypoxia. PLoS One. 14;9(8):e105104. doi: 10.1371/journal.pone.0105104. eCollection 2014.[1]
- K. Lisowska, A.J. Cortez (2014). Kontrowersje wokół długoterminowych badań Gillesa-Erica Seraliniego nad bezpieczeństwem zdrowotnym kukurydzy GMO. Studia Ecologiae et Bioethicae UKSW, 12(2014)3, 33-54[1]
- K. Lisowska (2014). Socio-economic and safety reasons of rejection of biotechnological and GMO products. In: Biotechnology and Plant Breeding Perspectives, Eds. R.K. Behl and Edward Arseniuk, Agrobios (International) Publisher, Jodhpur, India pp 45-50, ISBN 978-93-81191-01-9[1]
- K. Lisowska, M. Olbryt, V. Dudaladava, J. Pamuła-Piłat, K. Kujawa, E. Grzybowska, M. Jarząb, S. Student, I. K. Rzepecka, B. Jarząb, J. Kupryjańczyk (2014): Gene expression analysis in ovarian cancer – faults and hints from DNA microarray study. Front. Oncol., 28 January 2014 | doi: 10.3389/fonc.2014.00006[1]
- K. Lisowska, M. Gudyka (2013) Wpływ upraw GMO na ekonomikę gospodarstw rolnych, środowisko i stosunki społeczne. W: Poznanie, Kosmos, Cywilizacja (red. E. Dobierzewska-Mozrzymas, A. Jezierski), Studium Generale t. XVII, 105-115[1]
- K. Lisowska, A. Cortez (2013): Health risk assessment of genetically modified crops in domestic studies – a literature review, J Ecol. Heath, 1/2013.[1]
- Fiszer-Kierzkowska A, Vydra N, Wysocka-Wycisk A, Kronekova Z, Jarząb M, Lisowska KM, Krawczyk Z. (2011):Liposome-based DNA carriers may induce cellular stress response and change gene expression pattern in transfected cells. BMC Molecular Biology; 12: 7[1]

Surowe dane z eksperymentu mikromacierzowego (baza GEO)
- K. Lisowska (2011): Genetically modified crops and food: pros and cons. Chemik 65, 11: 1193-1203.[1]
- K. Lisowska, M. Chorąży (2011): Dlaczego mówimy nie dla GMO w polskim rolnictwie NAUKA 4/2011: 173-178.[1]
- K. Lisowska, M. Chorąży (2011): Zboża genetycznie modyfikowane (GM) w rolnictwie – aspekty zdrowotne, środowiskowe i społeczne. Biuletyn Komitetu Ochrony Przyrody PAN 2 /2011[1]
- K. Lisowska, V. Dudaladava, M. Jarząb, T. Huzarski, E. Chmielik, E. Stobiecka, J. Lubiński, B. Jarząb (2011): BRCA1-related gene signature in breast cancer is strongly influenced by ER status and molecular subtype. Frontiers in Bioscience E3: 125-136.

Surowe dane z eksperymentu mikromacierzowego (baza GEO)
- K. Lisowska (2010): Genetycznie modyfikowane uprawy a zrównoważone rolnictwo i nasze zdrowie. Journal of Ecology and Health; 6: 303-309.[1]
- K. Lisowska, M. Chorąży (2010): Genetycznie zmodyfikowane uprawy i żywność – przegląd zagrożeń. Nauka 4 /2010: 127-136.[1]
- K. Lisowska (2007): Profil ekspresji genów w raku jajnika: znaczenie dziedzicznej mutacji genu BRCA1 na tle innych cech molekularnych i klinicznych guza (rozprawa habilitacyjna). Nowotwory J. Oncol; 57, supl. 8.[1]
- E. Nagy, Z. Balogi, I. Gombos, M. Akerfelt, A. Björkbom, G. Balogh, Z. Török, A. Maslyanko, A. Fiszer-Kierzkowska, K. Lisowska, P. Slotte, L. Sistonen, I. Horváth, L. Vígh (2007): Hyperfluidization-coupled membrane microdomain reorganization is linked to activation of the heat shock response in a murine melanoma cell line. Proc. Natl. Acad. Sci; 104: 7945-50.[1]
- V. Dudaladava, M. Jarząb, E. Stobiecka, E. Chmielik, K. Simek, T. Huzarski, J. Lubiński, J. Pamuła, W. Pękala, E. Grzybowska, K. Lisowska (2006): Gene expression profiling in hereditary, BRCA1-linked breast cancer: preliminary report. Hereditary Cancer in Clinical Practice; 4: 28-38.[1]
- Vydra N, Malusecka E, Jarzab M, Lisowska K, Głowala-Kosinska M, Benedyk K, Widłak P, Krawczyk Z, Widłak W. (2006): Spermatocyte-specific expression of constitutively active heat shock factor 1 induces HSP70i-resistant apoptosis in male germ cells. Cell Death Differ; 13: 212-222.[1]
- K. Lisowska, M. Jarząb (2004): Zastosowania mikromacierzy w biologii molekularnej i nauk ac h medycznych. W: Na Pograniczu Chemii i Biologii, red. H. Koroniak, J. Barciszewski, Uniwersytet im. Adama Mickiewicza w Poznaniu, Wyd. Nauk. Poznań X, str. 401-427.[1]
- K. Lisowska, E. Grzybowska (2004): Profile ekspresji genów w raku jajnika – poszukiwanie nowych markerów molekularnych i próby klasyfikacji przypadków pod względem rokowania i odpowiedzi na terapię. Gin. Onkol; Supl. 1: 21-29.[1]
- M. Rusin, H. Zientek, M. Krześniak, E. Małusecka, A. Zborek, S. Krzyżowska-Gruca, D. Butkiewicz, R. Vaitiekunaite, K. Lisowska, E. Grzybowska, Z. Krawczyk (2004): Intronic polymorphism (1541- 1542delGT) of the constitutive heat shock protein 70 gene has functional significance and shows evidence of association with lung cancer risk. Mol. Carcinogen; 39: 155-163.[1]
- A. Fiszer-Kierzkowska, A. Wysocka, M. Jarząb, K. Lisowska, Z. Krawczyk (2003): Structure of gene flanking regions and functional analysis of sequences upstream of the rat hsp70.1 stress gene. Biochim. Biophys. Acta; 1625: 77-87.[1]
- M. Rafiee, J.R. Kanwar, R.W. Berg, K. Lehnert, K. Lisowska, G.W. Krissansen (2001): Induction of systemic antitumor immunity by gene transfer of mammalian heat shock protein 70.1 into tumors in situ. Cancer Gene Ther; 8: 974-981.[1]
- M. Wiench, Z. Wygoda, E. Gubała, J. Włoch, K. Lisowska, J. Krassowski, D. Ścieglińska, A. Fiszer-Kierzkowska, D. Lange, D. Kula, M. Zeman, J. Roskosz, A. Kukulska, Z. Krawczyk, B. Jarząb (2001): Estimation of risk of inherited medullary thyroid carcinoma in apparent sporadic patients. J. Clin. Onkol; 19: 1374-1380.[1]
- M. Mucha, K. Lisowska, A. Goc, J. Filipski (2000): Nuclease-hypersensitive chromatin formed by a CpG island in human DNA cloned as an artificial chromosome in yeast. J. Biol. Chem; 275: 1275-1278.[1]